# Sapromyzosoma quadricincta
Sapromyzosoma quadricincta är en tvåvingeart som först beskrevs av Becker 1895.  Sapromyzosoma quadricincta ingår i släktet Sapromyzosoma, och familjen lövflugor. Arten är reproducerande i Sverige.

## Bildgalleri

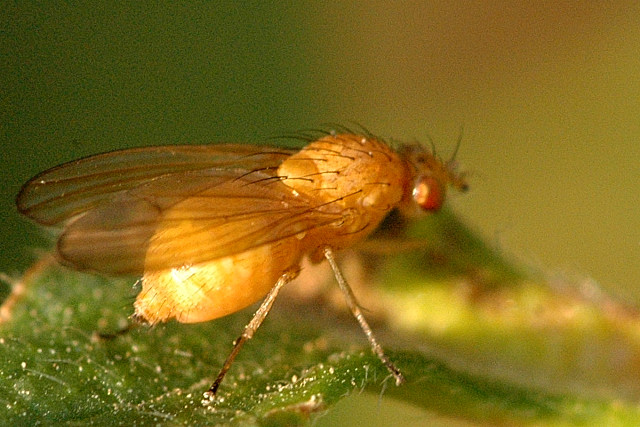
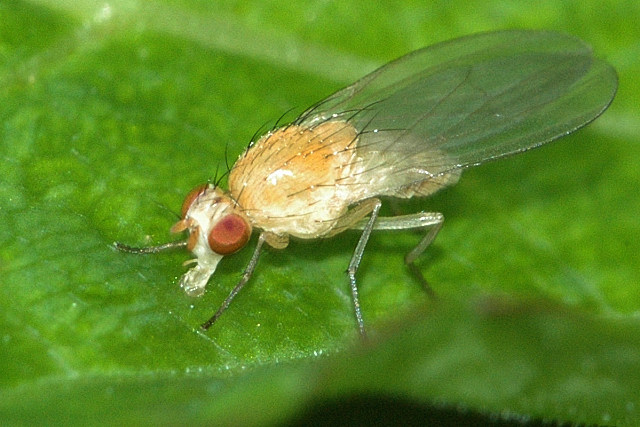
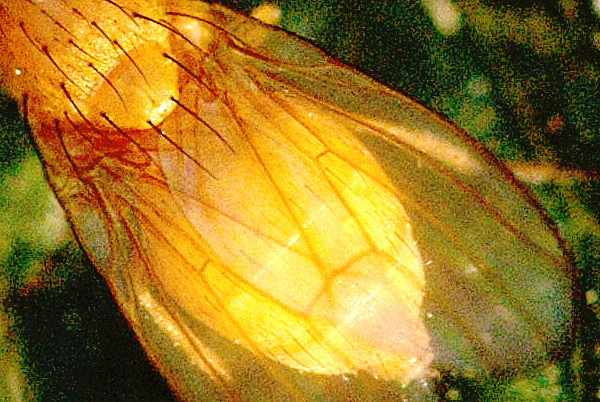